# Dangʻara
Dangʻara (ros. Дангара) – osiedle typu miejskiego w zachodnim wilajecie fergańskim w Uzbekistanie. Siedziba tumanu Dangʻara. Według spisu ludności z 2000 roku liczy 8 800 mieszkańców. Miejscowość położona jest na przedmieściach Kokandu.
Przemysł ogranicza się do kilku zakładów, m.in. fabryki konserw czy wytwórni odzieży. Znajdują się tu także rozmaite warsztaty naprawcze, firmy budowlane oraz handlowe.
Przez Dangʻarę przebiegają droga krajowa Kokand-Taszkent oraz linia kolejowa Kokand-Namangan.